# 丹阿弥谷津子
丹阿弥 谷津子（たんあみ やつこ、1924年〈大正13年〉6月25日 - ）は、日本の女優。東京市本所区両国（現・東京都墨田区両国）出身。本名：金子 谷津子、旧姓：丹阿弥。身長157cm、血液型はO型。村上事務所所属。父は日本画家の丹阿弥岩吉、妹はメゾチント作家の丹阿弥丹波子。夫は金子信雄（1995年、死別）。

## 来歴・人物
1937年に東京高等師範学校附属小学校（現・筑波大学附属小学校）卒業。東京府立第十高等女学校卒業。1942年、文化学院文学部卒業。1942年文学座研究生となる。同年「富島松五郎伝」で初舞台。1945年新劇合同公演「桜の園」のアーニャ役で注目され、以後「シラノ」のロクサーヌ、「マリウス」のファニーなど美貌と演技をかね備えた女優としての地位を確立。

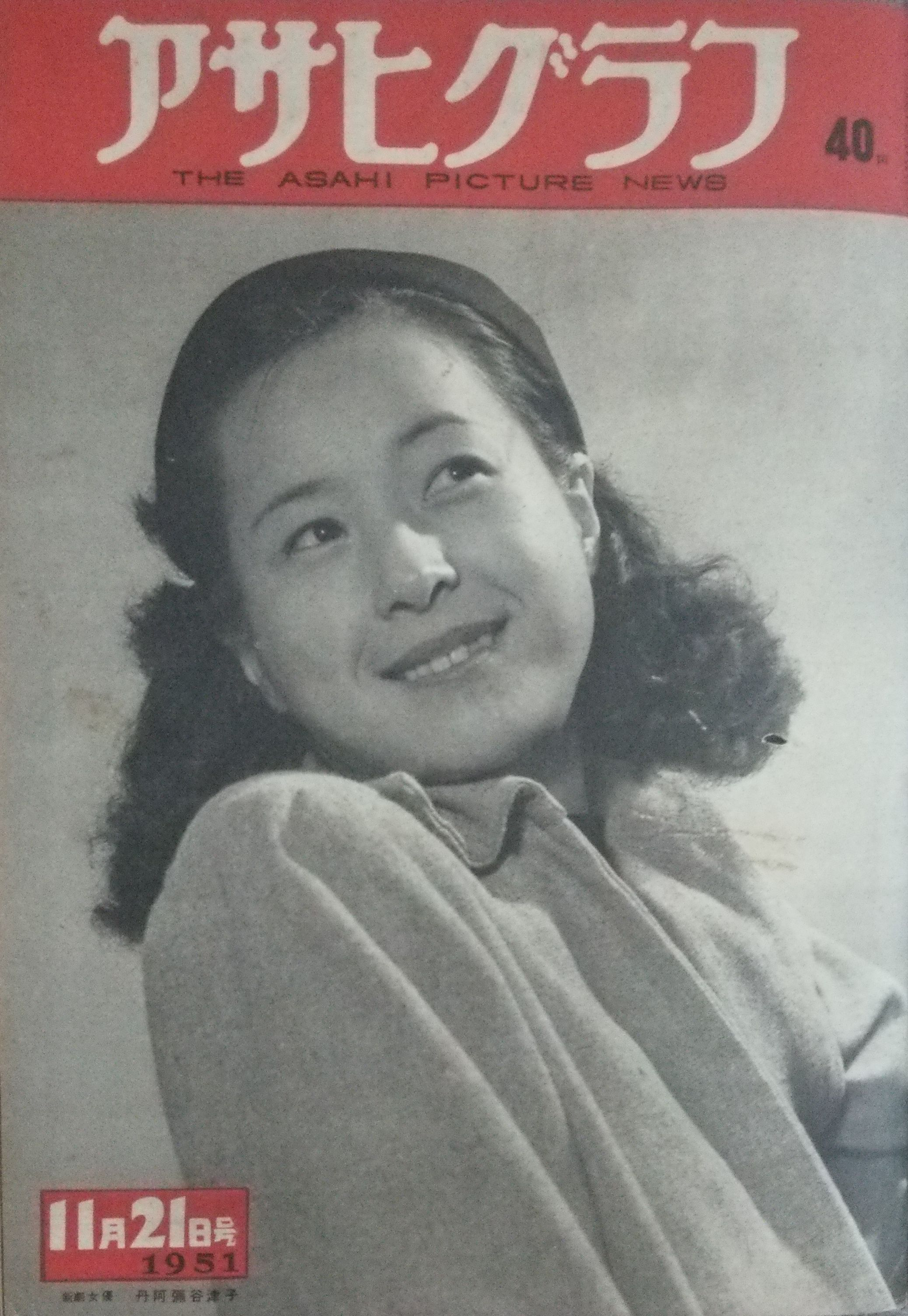
『アサヒグラフ』 1951年11月21日号 朝日新聞社

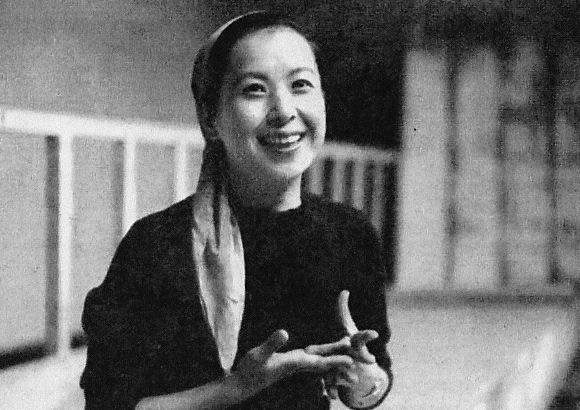
『毎日クラブ』 1954年11月17日号

1954年3月24日、カンヌ国際映画祭出席のためフランスへ出発。
1964年、喜びの琴事件により文学座を脱退した三島由紀夫らと「劇団NLT」を結成、翌年、『サド侯爵夫人』で主人公を演じた。1966年に退団、金子と新たに「新演劇人クラブ・マールイ」を結成した。
1967年、「女優の愛と死」で芸術祭賞奨励賞を受賞。2001年、第10回日本映画批評家大賞功労賞。
テレビドラマでは連続テレビ小説に主人公の祖母役で多く出演した。CMではパラマウントベッドや沢井製薬等に出演した。
2016年4月9日、一葉桜祭り江戸吉原おいらん道中にて久保田万太郎の書いた「松葉屋の手紙」の朗読を披露している。

## 家族
父の丹阿彌岩吉（1901 - 1992）は横山大観に師事した東京出身の画家。母のとみゑは兵庫県氷上町（現・丹波市）出身の桐塑人形作家。
妹の丹阿弥丹波子（たんあみ にわこ、1927 - ）は文化学院に進学後銅版画家となった。
一家は豊島区長崎のアトリエ村（1931年から建てられた美術学生向けのアトリエ付借家群）で暮らした。

## 出演

### 映画
- 恋の応援団長（1952年）監督:井上梅次　共演:小林桂樹
- 東京のえくぼ（1952年）監督:松林宗恵　共演:上原謙
- 生きる（ベルリン国際映画祭銀熊賞受賞作品。1952年）監督:黒澤明　共演:志村喬
- 山びこ学校（1952年）監督:今井正　共演:木村功
- 妻（1953年）　監督:成瀬巳喜男　共演:上原謙
- にごりえ（1953年）監督:今井正　共演:久我美子
- 山の音（1954年）監督:成瀬巳喜男　共演:原節子
- 母の初恋（1954年）監督:久松静児　共演:上原謙
- 絵島生島（1955年）監督:大庭秀雄 共演:淡島千景　原作：舟橋聖一
- 心に花の咲く日まで（1955年）監督:佐分利信　共演:井手俊郎
- 朱と緑（1956年）監督:中村登　共演:山村聡　原作：片岡鉄兵
- 女であること（1958年）監督:川島雄三 　共演:森雅之　原作：川端康成
- 春高樓の花の宴（1958年）監督:衣笠貞之助　共演:早川雄三　原作：川口松太郎『王女の琴』
- 最高殊勲夫人（1959年）監督:増村保造　共演:川口浩　原作：源氏鶏太
- 青い野獣（1960年）監督:堀川弘通　共演:仲代達矢
- 太陽は狂ってる（1961年）監督:舛田利雄　共演:吉永小百合　原作：藤原審爾
- 青べか物語（1962年）監督:川島雄三　共演:森繁久弥　原作：山本周五郎
- 美しい暦（1963年）監督:森永健次郎　共演:吉永小百合　原作：石坂洋次郎
- 肉体の盛装（1964年）監督:村山新治　共演:佐久間良子
- 華岡青洲の妻（1967年）監督:増村保造　共演:市川雷蔵
- なにはなくとも全員集合!!（1967年）監督:渡邊祐介　共演:ザ・ドリフターズ
- 尼寺㊙物語（1968年）監督:中島貞夫
- ひとり狼 (1968年)
- あさき夢みし（1974年）監督:実相寺昭雄　共演:ジャネット八田　原作：後深草院二条の『とはずがたり』
- 真田幸村の謀略（1979年）監督:中島貞夫　共演:松方弘樹
- 夜叉ヶ池（1979年）監督:篠田正浩　共演:坂東玉三郎
- 青い目の人形（1982年）- 1982年の東映教育映画部制作アニメ映画　監督:磯見忠彦　共演:草間忠宏
- 植村直己物語（1986年）監督:佐藤純彌　共演:西田敏行
- 塀の中の懲りない面々（1987年）
- 釣りバカ日誌（1988年）監督:栗山富夫　共演:西田敏行
  - 釣りバカ日誌2（1989年）
  - 釣りバカ日誌3（1990年）
  - 釣りバカ日誌4（1991年）
  - 釣りバカ日誌6（1993年）
- 石井のおとうさんありがとう（2004年）監督:山田火砂子　共演:松平健

### テレビドラマ
- 「私の秘密」以後（1958年、NHK総合）
- 五重塔（1958年、KR）
- 或る町の出来事（1959年、NHK総合）
- 虞美人草（1961年、NHK総合）
- 破戒（1961年、NTV）
- 松本清張シリーズ・黒い断層 第32－34回「危険な斜面」（1961年、TBS）
- 鹿鳴館（1961年、TBS） - 大徳寺顕子 役
- 高瀬舟（1962年、NTV）
- 松本清張シリーズ・黒の組曲（NHK総合）
  - 第16話「一年半待て」（1962年） - 高森たき子 役
  - 第31話「典雅な姉弟」（1962年）
- 花のない庭（1964年、TBS）
- 道は六百八十里（1965年、NHK総合）
- 松本清張シリーズ 「愛と空白の共謀」（1966年、KTV）
- 東京物語（1967年、CX）
  - 新・東京物語（1989年、TBS）
- 大奥（1968年、KTV）-　滝山（春日局附き、のち　お楽の方附き奥女中）
- 皇女和の宮（1968年、NET）
- お嫁さん（第5シリーズ）（1968年10月‐1969年3月、CX / 松竹） - 中岡園子 役
- NHK連続テレビ小説（NHK総合）
  - 信子とおばあちゃん（1969年 - 1970年）
  - 藍より青く（1972年 - 1973年） - ナレーション ※中畑道子の後任
  - はね駒（1986年） ‐ 橘こと 役
  - ええにょぼ（1993年） - 朝倉トキ 役
  - ふたりっ子（1996 - 1997年） - 有沢可奈 役
  - ちゅらさん（2001年） - 桐野みづえ 役
  - どんど晴れ（2007年） - 岸本敏恵 役
- 水戸黄門 (TBS)
  - 第1部 第26話「越後騒動・高田」（1970年1月26日） - お蓮の方 役
- 男は度胸（1970年-1971年、NHK総合）
- 大江戸捜査網（12ch/TX・日活/三船プロ/ヴァンフィル） 
  - 第75話 ｢おふくろ慕情｣（1972年）- お絹（信吉の母） 役
  - 第612話「下手人は父ちゃんだ!」（1983年）- 岡っ引き・おたね 役
  - 第613話「一番手柄! 涙の母恋唄」（1983年） - おたね 役
  - 第614話「純愛に賭けた娘掏摸」（1983年）- おたね 役
  - 第617話「二万両が舞う 十蔵花嫁騒動」（1983年） - おたね 役
- 土曜日の女シリーズ「女子高校生殺人事件」（1974年、NTV） - 柳生幾代 役
- あにいもうと（1974年、NET）
- 日本沈没（1974年、TBS）
- NHK大河ドラマ（NHK総合）
  - 三姉妹（1967年）
  - 風と雲と虹と（1976年）
  - 山河燃ゆ（1984年）
  - 琉球の風（1993年）
  - 葵 徳川三代（2000年） - 見性院 役
- 影同心（1975年、MBS / 東映） - 柳田周江 役
- 男なら（1975年 - 1976年、NTV） - 幾代 役
- 遠山の金さん　杉良太郎版　第101話「誰がための五百両」（1977年、NET）- 金貸し おとく
- 吉宗評判記 暴れん坊将軍 第4話「遙かなる遠き日の母」（1978年、ANB） - とり
- 土曜ワイド劇場（ANB系）
  - 「女弁護士・朝吹里矢子」（1978年 - 1982年） - 朝吹敏江 役
  - 「京都殺人案内8 刑事の娘を襲った悪徳サラ金」（1983年）
  - 「迷探偵記者羽鳥雄太郎と駆け出し女刑事2 鳥羽の海に花嫁の死体を見た!」（1986年）
  - 「混浴露天風呂連続殺人6 鬼嫁VS姑プラス小姑」（1987年）
  - 「家政婦は見た6」（1988年）
- 桃太郎侍 第164話「お袋さんと呼ばれたい」（1979年、NTV）
- 特集ドラマ　折鶴 （1980年、NHK）- 柴山椙女 役
- 池中玄太80キロ 1‐3（1980年-1989年、NTV）- 鳴山春江 役
- 裸の大将放浪記 第1話「裸の大将放浪記」（1980年、KTV） - お露 役
- 大竹しのぶのああ!この愛なくば・頑張っせよ邦ちゃん（1980年8月28日、NTV） - 保代 役
- 母たることは地獄のごとく 炎の女・澤田美喜（1981年7月8日、NTV） - 佐和子 役
- ポーラテレビ小説 / 愛をひとつまみ（1981年 - 1982年、TBS） - 杉本キク 役
- 銀河テレビ小説（NHK総合）
  - 憤激の恋（1982年）- 増井さだ子 役
- 火曜サスペンス劇場（NTV系）
  - 「誘拐の報酬」（1982年、テレワイド）
  - 「女動物医事件簿3・人見知りする犬」（1991年12月、東映） - 津山かよ 役
  - 「街の医者・神山治郎7・歪んだ看護」（2004年7月、東映） - 島森一恵 役
- 大奥（1983年、KTV） - 式部（三代将軍家光の正室・鷹司孝子付きの上臈） 役
- 長七郎江戸日記 第1シリーズ 第20話「かけこみ寺異聞」（1984年、NTV）
- 青い瞳の聖ライフ（1984 - 1985年、CX） - 大野とよ 役
- 旅よ恋よ女たちよ（1985年1月5日、NHK総合） - 矢野ふく子 役
- 木曜ドラマストリート「家族八景 18歳の家政婦は見た!! すべての秘密は今暴かれる?」（1986年、CX） - 桐生照子 役
- 妻たちの危険な関係（1986年、NTV） - 河村智代 役
- おさと（1987年-1988年、YTV）
- 水曜ドラマ 愛されてますかお父さん（1990年、NHK総合） - 安江 役
- 結婚の理想と現実（1991年、CX）
- サザンスコール（1994年、NHK総合）
- Tokyo23区の女 第19回「目黒区の女」（1996年、CX）
- 僕が僕であるために（1997年、CX） - 唐木鶴子 役
- ドラマ新銀河（NHK総合）
  - しあわせ色写真館（1997年） - 田中詠子 役
- 素晴らしき家族旅行（1998年、TX）
- 鶴亀ワルツ（1998年、NHK総合）
- 金曜エンタテイメント「獣医・佐久間亜里 ペット誘拐殺人事件」（1998年2月13日、フジテレビ）
- はぐれ刑事純情派 SP（2000年） - 申玉均 役
- ちゅらさん（NHK総合） ‐ 桐野みづえ 役
  - 第2シリーズ（2003年）
  - 第3シリーズ（2004年）
  - 第4シリーズ（2007年）
- 桜咲くまで（2004年、MBS） - 若林ハナ 役
- 浅草ふくまる旅館 第1シリーズ（2007年、TBS） - 野口ゆき 役
- NHKスペシャル・最後の戦犯　（2008年12月7日、NHK総合）

### ラジオ
- ラジオコメディ みんな大好き（-2004年、NHKラジオ第1放送） - 成田のばぁば（大吉の母）役

### 舞台
- あかさたな
- 桜の園
- 鹿鳴館
- サド侯爵夫人
- マイ・フェア・レディ
- ご存知!夢芝居一座

### CM
- パラマウントベッド
- 野村證券「特定口座」
- 沢井製薬